# Rockford (Michigan)
Rockford – miasto w Stanach Zjednoczonych, w stanie Michigan, w hrabstwie Kent.